# Липень 2013
Липень 2013 — сьомий місяць 2013 року, що розпочався в понеділок 1 липня та закінчився в середу 31 липня.

## Події
- 1 липня
  - Литва стала Головою Ради Європейського Союзу.
  - Функції з реєстрації юридичних осіб та фізичних осіб-підприємців в Україні передані до Державної реєстраційної служби.
  - Хорватія приєдналася до Європейського Союзу. Таким чином, вона стала 28-м членом Європейського співтовариства.
- 2 липня
  - У Врадіївці триває кількаденна акція народної непокори проти свавілля міліції.
  - Українська Вікіпедія вперше стала 17-ю в світі за відвідуваністю.
- 3 липня
  - Мухаммед Мурсі У Єгипті відбувся військовий переворот, президента Мухаммеда Мурсі (на фото) усунуто від влади та заарештовано. Тимчасовим виконувачем обов'язків президента став голова Вищого конституційного суду Єгипту Адлі Мансур.
- 6 липня
  - Головою Центральної виборчої комісії України обраний Михайло Охендовський.
- 13 липня
  - Внаслідок авіаудару сирійських урядових військ по повстанцях, було серйозно пошкоджено вежу замку Крак де Шевальє, що належить до об'єктів світової спадщини ЮНЕСКО.
  - Валерія Семенкова здобула бронзу у метанні молота на Юнацькому чемпіонаті світу з легкої атлетики, що проходив 10 — 14 липня у Донецьку.
- 14 липня
  - Тайсон Гей Триразовий чемпіон світу з легкої атлетики в бігу на 100 м. Тайсон Гей (США) знявся з участі в чемпіонаті світу з легкої атлетики 2013 (відбудеться в Москві в серпні 2013 р.) після позитивного допінг-тесту.
- 17 липня
  - Закінчилась Літня Універсіада 2013. Україна здобула рекордну кількість медалей: 77 (12 золотих, 29 срібних і 36 бронзових).
  - Інцидент з рибалкою та російськими прикордонниками — випадок потоплення українського судна (баркаса) російськими прикордонниками, що, мовляв, порушив російський простір у Азовському морі.
- 18 липня
  - Жителі Врадіївки розпочали безстрокову акцію протесту на Майдані Незалежності у Києві з вимогою відставки голови МВС Віталія Захарченка.
  - Головою Конституційного суду України обрано вихідця з міста Єнакієвого В'ячеслава Овчаренка
- 20 липня
  - Пройшов 4-й Одеський міжнародний кінофестиваль.
- 21 липня
  - Король Бельгії Альберт II офіційно зрікся престолу на користь свого сина, наслідного принца Філіпа.
- 22 липня
  - У принца Вільяма та його дружини Кейт Міддлтон народився син, третій за чергою спадкоємець британського престолу після свого діда принца Чарльза та батька Вільяма.
- 24 липня
  - В залізничній аварії в Сантьяго-де-Компостела, Іспанія, загинуло близько 80 людей, більше 140 постраждало.
- 27 липня
  - Помер засновник компанії «Яндекс» Ілля Сегалович.
- 30 липня
  - У Пакистані завершилися 12-ті президентські вибори. Президентом обрано Мамнуна Хусейна, кандидата від правлячої партії країни.